# 我們還沒玩完
《我們還沒玩完》（英語：End of Watch）是史蒂芬·金於2016年推出的推理小說，是「比爾·霍吉斯三部曲」的第三部，《賓士先生》、《誰找到就是誰的》的續作。本書在2015年最初被公布時是以《自殺王子》為書名，後在同年6月10日又宣布更改為現名。

## 故事簡介
退休警探比爾·霍吉斯一直沒有能忘記「賓士先生」一案，雖然最後真兇布雷迪被制止，還成了植物人，醫生也說他不可能康復了，但霍吉斯總覺得事情還沒有結束。
在賓士先生案結束後第七年，倖存者之一的馬丁與其母自殺身亡，霍吉斯和同伴荷莉前去調查，卻發現了奇怪的遊戲機與意義不明的塗鴉，更詭異的是那台遊戲機與布雷迪病床床頭的那台是同型的遊戲機。
霍吉斯想起了布雷迪有過他有特殊能力的傳聞，雖然霍吉斯不相信此事，但他確實對布雷迪有過不對勁的感覺。
就在此時，霍吉斯從網路聊天室莫名收到了一則「他跟你之間還沒結束。」的訊息，與此同時，在布雷迪的病房內，某種邪惡的力量正慢慢甦醒……

## 改編
2017年10月27日，Audience電視網宣布改編自比爾·霍吉斯三部曲的影集《賓士先生》續約第二季。